# Карибу (Мен)
Карибу (англ. Caribou) — місто (англ. city) в США, в окрузі Арустук штату Мен. Населення — 7396 осіб (2020).

## Географія
Карибу розташований за координатами 46°50′12″ пн. ш. 67°56′9″ зх. д. / 46.83667° пн. ш. 67.93583° зх. д. (46.836549, -67.935965).  За даними Бюро перепису населення США в 2010 році місто мало площу 207,45 км², з яких 205,28 км² — суходіл та 2,17 км² — водойми.

### Клімат
| Клімат : Карибу         | Клімат : Карибу | Клімат : Карибу | Клімат : Карибу | Клімат : Карибу | Клімат : Карибу | Клімат : Карибу | Клімат : Карибу | Клімат : Карибу | Клімат : Карибу | Клімат : Карибу | Клімат : Карибу | Клімат : Карибу | Клімат : Карибу |
| Показник                | Січ.            | Лют.            | Бер.            | Квіт.           | Трав.           | Черв.           | Лип.            | Серп.           | Вер.            | Жовт.           | Лист.           | Груд.           | Рік             |
| Абсолютний максимум, °C | 11,7            | 15,0            | 23,9            | 30,0            | 35,6            | 35,6            | 35,0            | 35,0            | 33,3            | 27,8            | 20,0            | 14,4            | 35,6            |
| Середній максимум, °C   | −6,9            | −4,5            | 1,1             | 8,8             | 16,9            | 21,9            | 24,4            | 23,5            | 18,6            | 11,1            | 3,5             | −3,2            | 9,7             |
| Середній мінімум, °C    | −17,3           | −15,4           | −9,3            | −1,4            | 4,7             | 9,9             | 12,9            | 11,6            | 6,9             | 1,4             | −4,1            | −12,1           | −0,9            |
| Абсолютний мінімум, °C  | −38,3           | −40,6           | −33,3           | −20             | −7,8            | −1,1            | 2,2             | 1,1             | −5              | −10             | −22,2           | −35             | −40,6           |
| Норма опадів, мм        | 69              | 56              | 64              | 68              | 85              | 88              | 104             | 96              | 84              | 90              | 92              | 83              | 978             |
| Днів з опадами          | 14,5            | 11,7            | 12,6            | 12,8            | 14,0            | 13,5            | 14,2            | 13,0            | 11,8            | 13,1            | 14,3            | 14,3            | 159,8           |
| Днів зі снігом          | 14,2            | 10,8            | 9,7             | 4,9             | 0,4             | 0               | 0               | 0               | 0,1             | 1,2             | 7,4             | 12,4            | 61,1            |
| ----------------------- | --------------- | --------------- | --------------- | --------------- | --------------- | --------------- | --------------- | --------------- | --------------- | --------------- | --------------- | --------------- | --------------- |
| Джерело: NOAA           |                 |                 |                 |                 |                 |                 |                 |                 |                 |                 |                 |                 |                 |

## Демографія
Згідно з переписом 2010 року, у місті мешкало 8189 осіб у 3559 домогосподарствах у складі 2206 родин. Густота населення становила 39 осіб/км².  Було 3914 помешкання (19/км²).
Расовий склад населення:
| - 96,0 % — білих - 1,4 % — корінних американців - 0,7 % — азіатів - 0,4 % — чорних або афроамериканців |

До двох чи більше рас належало 1,2 %. Частка іспаномовних становила 0,8 % від усіх жителів.
За віковим діапазоном населення розподілялося таким чином: 21,2 % — особи молодші 18 років, 59,5 % — особи у віці 18—64 років, 19,3 % — особи у віці 65 років та старші. Медіана віку мешканця становила 44,0 року. На 100 осіб жіночої статі у місті припадало 92,3 чоловіків;  на 100 жінок у віці від 18 років та старших — 89,2 чоловіків також старших 18 років.
Середній дохід на одне домашнє господарство  становив 50 519 доларів США (медіана — 35 532), а середній дохід на одну сім'ю — 65 228 доларів (медіана — 55 484). Медіана доходів становила 42 689 доларів для чоловіків та 32 219 доларів для жінок. За межею бідності перебувало 20,5 % осіб, у тому числі 26,9 % дітей у віці до 18 років та 13,1 % осіб у віці 65 років та старших.
Цивільне працевлаштоване населення становило 3631 особа. Основні галузі зайнятості: освіта, охорона здоров'я та соціальна допомога — 33,5 %, роздрібна торгівля — 14,0 %, науковці, спеціалісти, менеджери — 9,7 %, публічна адміністрація — 8,1 %.